# Discografia de The Vamps
A discografia de The Vamps, banda britânica de pop rock, consiste em dois álbuns de estúdio, quatro extended plays, oito singles, quatro singles como artista convidado e seis singles promocionais. A videografia relacionada da banda é formada por quatorze videoclipes. A banda começou a ganhar fama em 2012, cantando covers no YouTube, recebendo comparações com o One Direction e sendo rotulada como boy band. Em seu repertório interpreta, principalmente, elementos do pop, mas também abrange eletrônica e pop rock.
Em novembro de 2012, o conjunto assinou um contrato de gravação com a "Mercury Records" e começou a gravação de seu primeiro álbum de estúdio, Meet the Vamps, somente em 2013, que foi lançado em abril de 2014. O disco foi bem recebido pelos críticos e alcançou a segunda posição na UK Albums Chart e terceiro lugar na ARIA Charts, recebendo disco de platina pela BPI. O primeiro single, "Can We Dance", alcançou a segunda colocação na UK Singles Chart, recebendo disco de prata pela BPI e disco de platina pela ARIA. O segundo single, "Wild Heart", que alcançou a terceira colocação na UK Single Charts e recebeu disco de prata pela BPI. A terceira canção de divulgação foi "Last Night", que alcançou também a segunda posição na UK Singles Chart e recebeu disco de prata pela BPI. O quarto single, "Somebody to You", alcançou a quarta posição na UK Singles Chart, recebendo disco de prata pela BPI, disco de ouro pela MC e pela RMNZ, e disco de platina pela ARIA e disco de ouro pela RIAA e sendo seguido pelo single intitulado "Oh Cecilia (Breaking My Heart), que atingiu a nona posição no chart e foi certificado prata pela BPI.
Em novembro de 2015, a banda lançou seu segundo álbum de estúdio, Wake Up, que alcançou o décimo lugar no UK Albums Chart e recebeu certificado de prata pela BPI. O primeiro single do álbum, "Wake Up", alcançou a décima segunda posição na UK Singles Chart.  O segundo single do álbum, "Rest Your Love" não entrou para o chart. O terceiro single do álbum, "I Found A Girl", atingiu a 30ª posição do chart.
Em 14 de outubro de 2016, The Vamps lançou "All Night" em colaboração com o DJ norueguês Matoma, o primeiro single de seu terceiro álbum de estúdio, ainda sem nome e previsto para ser lançado em julho de 2017. A canção atingiu a 24ª posição no UK Singles Chart, se tornando o oitavo top 40 no país. Ela conseguiu disco de ouro pelo BPI, RMNZ, MC, ARIA e FIMI e de platina na Noruega pelo IFPI. O segundo single do álbum, "Middle Of The Night", será lançado em 28 de abril de 2017 e em colaboração com o DJ dinamarquês Martin Jensen.

## Álbuns

### Álbuns de estúdio
| Detalhes | Melhores posições atingidas | Melhores posições atingidas | Melhores posições atingidas | Melhores posições atingidas | Melhores posições atingidas | Melhores posições atingidas | Melhores posições atingidas | Melhores posições atingidas | Melhores posições atingidas | Melhores posições atingidas | Vendas                             | Certificações                  |
| Detalhes | AUS                         | EUA                         | BEL                         | FRA                         | IRL                         | JAP                         | NZ                          | ESP                         | RU                          | SUI                         | Vendas                             | Certificações                  |
| --- | --------------------------- | --------------------------- | --------------------------- | --------------------------- | --------------------------- | --------------------------- | --------------------------- | --------------------------- | --------------------------- | --------------------------- | ---------------------------------- | ------------------------------ |
| Meet the Vamps - Lançamento: 14 de abril de 2014 - Gravadora: Mercury, Virgin EMI - Formatos: CD, download digital              | 3                           | 40                          | 34                          | 29                          | 2                           | 34                          | 8                           | 9                           | 2                           | 70                          | - : 300,000+ - : 51,000 - : 15.000 | - BPI: Platina - PARI: Platina |
| Wake Up - Lançamento: 27 de novembro de 2015 - Gravadora: Mercury, Virgin EMI - Formatos: CD, download digital                  | 23                          | 186                         | 37                          | —                           | 17                          | —                           | —                           | 23                          | 10                          | —                           | - : 60.000 - : 7.500               | - BPI: Prata - PARI: Ouro      |
| Night & Day (Night Edition) - Lançamento: 14 de julho de 2017 - Gravadora: Mercury, Virgin EMI - Formatos: CD, download digital | —                           | —                           | —                           | —                           | —                           | —                           | —                           | —                           | —                           | —                           |                                    |                                |

### Extended plays(EP)
| Extras Album - Lançamento: 18 de março de 2014 - Gravadora: Mercury, Virgin EMI - Formatos: download digital | —  |
| Somebody to You - Lançamento: 4 de agosto de 2014 - Gravadora: Island - Formatos: download digital, CD | 10 |
| Live EP - Lançamento: 4 de setembro de 2015 - Gravadora: Island - Formatos: CD, download digital | —  |
| The Christmas EP - Lançamento: 20 de novembro de 2015 - Gravadora: Island - Formatos: Download digital | —  |
| • "—" indica uma obra que não entrou na tabela musical correspondente • Todos os EP's tiveram edições limitadas e exclusivas para a América do Norte, com exceção do Extras Album, que era limitado e exclusivo para o Reino Unido. |    |

### Álbuns de vídeo
| Título                          | Detalhes                                                                              |
| ------------------------------- | ------------------------------------------------------------------------------------- |
| Story of the Vamps              | - Lançamento: 14 de abril de 2014 - Gravadora: Mercury, Virgin EMI - Formatos: DVD+CD |
| Meet the Vamps: Live in Concert | - Lançamento: 1 de dezembro de 2014 - Gravadora: Mercury, Virgin EMI - Formatos: DVD  |

## Singles
| 2013                                                                 | "Can We Dance"                                                        | 17 | — | — | —   | 21 | 36 | 19 | 2  | 10 | 2  | - Reino Unido (BPI): Ouro - Austrália (ARIA): Platina | Meet the Vamps              |
| 2014                                                                 | "Wild Heart"                                                          | 63 | — | — | —   | 6  | —  | —  | 3  | —  | 2  | - Reino Unido (BPI): Prata | Meet the Vamps              |
| 2014                                                                 | "Last Night"                                                          | 37 | — | — | —   | 12 | —  | 17 | 2  | —  | 2  | - Reino Unido (BPI): Prata | Meet the Vamps              |
| 2014                                                                 | "Somebody to You" (com a participação de Demi Lovato)                 | 14 | — | — | 153 | 10 | —  | 17 | 4  | —  | 1  | - Reino Unido (BPI): Prata - Austrália (ARIA): Platina - Nova Zelândia (RMNZ): Ouro - Canadá (Music Canada): Ouro - Estados Unidos (RIAA): Ouro                | Meet the Vamps              |
| 2014                                                                 | "Oh Cecilia (Breaking My Heart)" (com a participação de Shawn Mendes) | 46 | — | — | —   | 42 | —  | 13 | 9  | —  | 3  | - Reino Unido (BPI): Prata | Meet the Vamps              |
| 2015                                                                 | "Wake Up"                                                             | 65 | — | — | 88  | 46 | —  | —  | 12 | —  | 3  | | Wake Up                     |
| 2015                                                                 | "Rest Your Love"                                                      | —  | — | — | —   | —  | —  | —  | —  | —  | —  | | Wake Up                     |
| 2016                                                                 | "I Found A Girl" (com participação de Omi)                            | 30 | — | — | —   | 98 | —  | —  | —  | —  | 11 | | Wake Up                     |
| 2016                                                                 | "All Night" (colaboração com Matoma)                                  | 62 | — | 6 | —   | 6  | —  | 12 | 24 | —  | 8  | - Austrália (ARIA): Ouro - Canadá (Music Canada): Ouro - Itália (FIMI): Ouro - Noruega (IFPI): Platina - Nova Zelândia (RMNZ): Ouro - Reino Unido (IFPI): Ouro | Night & Day (Night Edition) |
| 2017                                                                 | "Middle Of The Night" (colaboração com Martin Jensen)                 | —  | — | — | —   | 82 | —  | 48 | 44 | —  | 8  | | Night & Day (Night Edition) |
| "—" indica uma obra que não entrou na tabela musical correspondente. |                                                                       |    |   |   |     |    |    |    |    |    |    | |                             |

### Singlespromocionais
| Ano  | Canção             | Álbum                                                       |
| ---- | ------------------ | ----------------------------------------------------------- |
| 2014 | "Dangerous"        | Meet the Vamps                                              |
| 2014 | "Hurricane"        | Alexander and the Terrible, Horrible, No Good, Very Bad Day |
| 2015 | "Cheater"          | Wake Up                                                     |
| 2015 | "Stolen Moments"   | Wake Up                                                     |
| 2016 | "Kung Fu Fighting" | Kung Fu Panda 3                                             |

### Como artista participante
| Ano  | Canção                         | Álbum                   |
| ---- | ------------------------------ | ----------------------- |
| 2014 | "Counting Stars" (com R5)      | Live in London          |
| 2014 | "Nasty" (com Pixie Lott)       | Pixie Lott              |
| 2014 | "You Got It All" (com Union J) | You Got It All (single) |
| 2016 | "Beliya" (com Vishal-Shekhar)  | Beliya (single)         |

### Outras canções
| 2014                                                                            | "Fall"         | 183 | Meet the Vamps |
| 2014                                                                            | "On the Floor" | 164 | Meet the Vamps |
| "—" denotes releases that did not chart or were not released in that territory. |                |     |                |

## Videografia

### Videoclipes
| Ano  | Título                           | Diretor(a)                        | Notas                                                                          |  |
| ---- | -------------------------------- | --------------------------------- | ------------------------------------------------------------------------------ |  |
| 2013 | "Can We Dance"                   | Nick Bartleet                     |                                                                                |  |
| 2014 | "Wild Heart"                     | Nick Bartleet                     |                                                                                |  |
| 2014 | "Last Night"                     | Emil Nava                         |                                                                                |  |
| 2014 | "Nasty" (2ª versão)              | Dean Sherwood                     | Participação do clipe de Pixie Lott                                            |  |
| 2014 | "Counting Stars" (Ao Vivo)       | Tim Wheeler                       | Participação do clipe de R5                                                    |  |
| 2014 | "Somebody to You"                | Emil Nava                         | Com participação de Demi Lovato                                                |  |
| 2014 | "Oh Cecilia (Breaking My Heart)" | Frank Borin                       | Com participação de Shawn Mendes                                               |  |
| 2014 | "Hurricane"                      | Emil Nava                         | Com cenas do filme Alexandre e o Dia Terrível, Horrível, Espantoso e Horroroso |  |
| 2015 | "Wake Up"                        | Frank Borin                       |                                                                                |  |
| 2015 | "Cheater"                        | Dean Sherwood                     |                                                                                |  |
| 2015 | "Rest Your Love"                 | Frank Borin                       |                                                                                |  |
| 2016 | "Kung Fu Fighting"               | Frank Borin                       | Com cenas do filme Kung Fu Panda 3                                             |  |
| 2016 | "I Found A Girl"                 | The Young Astronauts              | Com participação de Omi                                                        |  |
| 2016 | "Beliya"                         | Vishal Dadlani & Shekhar Ravijani | Participação do clipe de Vishal-Shekhar                                        |  |
| 2016 | "All Night"                      | Craig Moore                       | Colaboração com Matoma                                                         |  |